# 圣克里克沙洛斯
圣克里克沙洛斯（法語：Saint-Cricq-Chalosse，法語發音：[sɛ̃ kʁik ʃalɔs]）是法国朗德省的一个市镇，位于该省东南部，属于蒙德马桑区。

## 地理
圣克里克沙洛斯（43°39'16"N, 0°41'5"W）面积20.23 平方千米，位于法国新阿基坦大区朗德省，该省份为法国西南部沿海省份，是法國本土面积第二大的省，北起吉倫特省，西临大西洋，南至大西洋比利牛斯省，东临热尔省，东北与洛特-加龍省接壤。
与圣克里克沙洛斯接壤的市镇（或旧市镇、城区）包括：多阿济、贝尔古埃、布拉桑普伊、卡扎利斯、阿热特莫、迈利、莫米、塞尔雷斯卢和阿尔里邦。

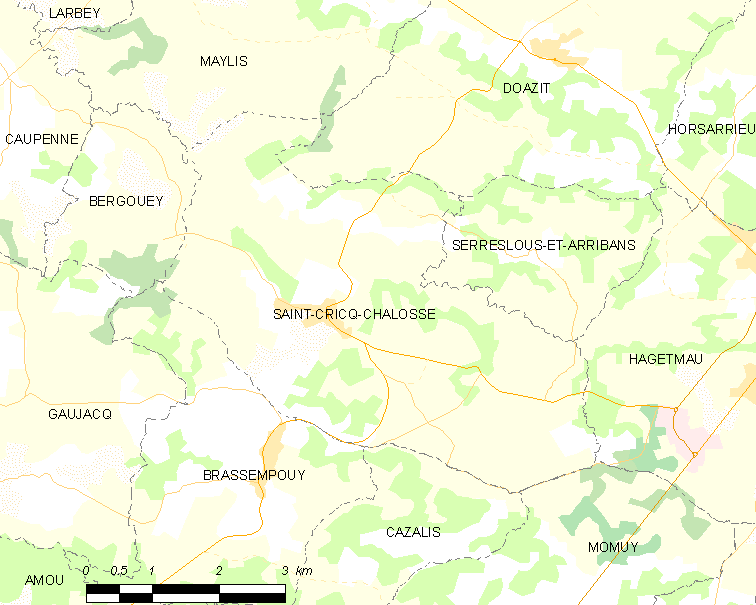
圣克里克沙洛斯的OSM定位图

圣克里克沙洛斯的时区为UTC+01:00、UTC+02:00（夏令时）。

## 行政
圣克里克沙洛斯的邮政编码为40700，INSEE市镇编码为40253。

## 政治
圣克里克沙洛斯所属的省级选区为沙洛斯-蒂尔桑县。

## 人口

1962-2008年间圣克里克沙洛斯人口变化图示

圣克里克沙洛斯于2022年1月1日时的人口数量为633人。